# Alyssum mughlaei
Alyssum mughlaei är en korsblommig växtart som beskrevs av N. Orcan. Alyssum mughlaei ingår i släktet stenörter, och familjen korsblommiga växter. Inga underarter finns listade i Catalogue of Life.